# Tournoi de São Paulo
Le Tournoi de Sao Paulo est une compétition organisée tous les ans à São Paulo au Brésil par l'IJF faisant partie de la Coupe du monde de judo masculine et féminine. Elle se déroule au cours du mois de mai ou juin.

## Palmarès Hommes

### Poids super-légers (-60 kg)
| Épreuves | Or                    | Argent              | Bronze                                        |
| -------- | --------------------- | ------------------- | --------------------------------------------- |
| 2010     | Beslan Mudranov (RUS) | Javier Guedez (VEN) | Felipe Kitadai (BRA) Phelipe Pelim (BRA)      |
| 2011     | Ludwig Paischer (AUT) | Breno Alves (BRA)   | Boldbaatar Ganbat (MGL) Ilgar Mushkiyev (AZE) |

### Poids mi-légers (-66 kg)
| Épreuves | Or                                | Argent          | Bronze                                    |
| -------- | --------------------------------- | --------------- | ----------------------------------------- |
| 2010     | Khashbaataryn Tsagaanbaatar (MGL) | Dan Fasie (ROU) | Musa Mogushkov (RUS) Luiz Revite (BRA)    |
| 2011     | Luiz Revite (BRA)                 | Dan Fasie (ROU) | Leandro Cunha (BRA) Pawel Zagrodnik (POL) |

### Poids légers (-73 kg)
| Épreuves | Or                          | Argent                            | Bronze                                             |
| -------- | --------------------------- | --------------------------------- | -------------------------------------------------- |
| 2010     | Bruno Mendonça (BRA)        | Mansur Isaev (RUS)                | Nicholas Tritton (CAN) Sainjargal Nyam-Ochir (MGL) |
| 2011     | Sainjargal Nyam-Ochir (MGL) | Khashbaataryn Tsagaanbaatar (MGL) | Tomasz Adamiec (POL) Michael Eldred (USA)          |

### Poids mi-moyens (-81 kg)
| Épreuves | Or                      | Argent                     | Bronze                                     |
| -------- | ----------------------- | -------------------------- | ------------------------------------------ |
| 2010     | Leandro Guilheiro (BRA) | Sirazhudin Magomedov (RUS) | Emmanuel Lucenti (ARG) Ivan Nifontov (RUS) |
| 2011     | Joachim Bottieau (BEL)  | Safouane Attaf (MAR)       | Vitaliy Dudchyk (UKR) Nacif Elias (BRA)    |

### Poids moyens (-90 kg)
| Épreuves | Or                   | Argent                    | Bronze                                    |
| -------- | -------------------- | ------------------------- | ----------------------------------------- |
| 2010     | Hugo Pessanha (BRA)  | Varlam Liparteliani (GEO) | Ilias Iliadis (GRE) Lorenzo Bagnoli (ITA) |
| 2011     | Asley González (CUB) | Hugo Pessanha (BRA)       | Valentin Grekov (UKR) Isao Cardenas (MEX) |

### Poids mi-lourds (-100 kg)
| Épreuves | Or                       | Argent                  | Bronze                                     |
| -------- | ------------------------ | ----------------------- | ------------------------------------------ |
| 2010     | Luciano Corrêa (BRA)     | Tagir Khaibulaev (RUS)  | Dimitri Peters (GER) Zafar Makhmadov (RUS) |
| 2011     | Elco van der Geest (BEL) | Oreidis Despaigne (CUB) | Luciano Corrêa (BRA) Elmar Gasimov (AZE)   |

### Poids lourds (+100 kg)
| Épreuves | Or                      | Argent                        | Bronze                                  |
| -------- | ----------------------- | ----------------------------- | --------------------------------------- |
| 2010     | Robert Zimmermann (GER) | Rafael Silva (BRA)            | Paolo Bianchessi (ITA) Barna Bor (HUN)  |
| 2011     | Rafael Silva (BRA)      | Daniel Andrey Hernandes (BRA) | Andrey Volkov (RUS) Oscar Brayson (CUB) |

## Palmarès Femmes

### Poids super-légers (-48 kg)
| Épreuves | Or                       | Argent                        | Bronze                                            |
| -------- | ------------------------ | ----------------------------- | ------------------------------------------------- |
| 2010     | Sarah Menezes (BRA)      | Taciana Rezende de Lima (BRA) | Wu Shugen (CHN) Paula Pareto (ARG)                |
| 2011     | Charline Van Snick (BEL) | Alina Dumitru (ROU)           | Taciana Rezende de Lima (BRA) Sümeyye Akkus (TUR) |

### Poids mi-légers (-52 kg)
| Épreuves | Or                      | Argent                    | Bronze                                |
| -------- | ----------------------- | ------------------------- | ------------------------------------- |
| 2010     | Natalia Kuzyutina (RUS) | Bundmaa Munkhbaatar (MGL) | Yanet Bermoy (CUB) AnHe Hongmei (CHN) |
| 2011     | Erika Miranda (BRA)     | Eleudis Valentim (BRA)    | Ilse Heylen (BEL) Soraya Haddad (ALG) |

### Poids légers (-57 kg)
| Épreuves | Or                       | Argent                 | Bronze                                         |
| -------- | ------------------------ | ---------------------- | ---------------------------------------------- |
| 2010     | Yurisleidy Lupetey (CUB) | Irina Zabludina (RUS)  | Viola Waechter (GER) Marti Malloy (USA)        |
| 2011     | Rafaela Silva (BRA)      | Kifayat Gasimova (AZE) | Andreea Chitu (ROU) Ketleyn Lima Quadros (BRA) |

### Poids mi-moyens (-63 kg)
| Épreuves | Or                          | Argent                  | Bronze                                    |
| -------- | --------------------------- | ----------------------- | ----------------------------------------- |
| 2010     | Xu Lili (CHN)               | Claudia Malzahn (GER)   | Yaritza Abel (CUB) Vera Koval (RUS)       |
| 2011     | Munkhzaya Tsedevsuren (MGL) | Alice Schlesinger (ISR) | Mariana Silva (BRA) Ramila Yusubova (AZE) |

### Poids moyens (-70 kg)
| Épreuves | Or                       | Argent                   | Bronze                                      |
| -------- | ------------------------ | ------------------------ | ------------------------------------------- |
| 2010     | Onix Cortés Aldama (CUB) | Iljana Marzok (de) (GER) | Cecilia Blanco (ESP) Maria Portela (BRA)    |
| 2011     | Yuri Alvear (COL)        | Kelita Zupancic (CAN)    | Maria Portela (BRA) Natália Bordignon (BRA) |

### Poids mi-lourds (-78 kg)
| Épreuves | Or                   | Argent               | Bronze                                      |
| -------- | -------------------- | -------------------- | ------------------------------------------- |
| 2010     | Kayla Harrison (USA) | Mayra Aguiar (BRA)   | Catherine Roberge (CAN) Zhang Meiling (CHN) |
| 2011     | Zhang Zhehui (CHN)   | Yahima Ramirez (JPN) | Amy Cotton (CAN) Marylise Lévesque (CAN)    |

### Poids lourds (+78 kg)
| Épreuves | Or                         | Argent             | Bronze                                            |
| -------- | -------------------------- | ------------------ | ------------------------------------------------- |
| 2010     | Idalis Ortiz Boucurt (CUB) | Qin Qian (CHN)     | Tea Dongouzachvili (RUS) Vanessa Zambotti (MEX)   |
| 2011     | Yu Song (CHN)              | Liu Huanyuan (CHN) | Rania El Kilali (MAR) Maria Suelen Altheman (BRA) |